# Бренна (коммуна)
Бренна (итал. Brenna) — коммуна в Италии, располагается в регионе Ломбардия, подчиняется административному центру Комо.
По данным на сентябрь 2017 года население составляет 2145 человек, плотность населения — 454 чел./км². Занимает площадь 4 км². Почтовый индекс — 22040. Телефонный код — 031.
Покровителем населённого пункта считается San Gaetano di Thiene. Праздник ежегодно празднуется 7 августа.

## Города-побратимы
- Лачар, Испания